# Gmina Paint Creek

Położenie Gminy Paint Creek w hrabstwie Allamakee

Gmina Paint Creek (ang. Paint Creek Township) – gmina w USA, w stanie Iowa, w hrabstwie Allamakee. Według danych z 2000 roku gmina miała 491 mieszkańców.